# Kurt Stalder
Kurt Stalder (* 24. Juli 1912 in Magden; † 27. Dezember 1996 in Bern) war ein christkatholischer Theologe. Er hatte von 1960 bis 1982 den Lehrstuhl für Neutestamentliche Wissenschaft, Homiletik und Katechetik an der Christkatholisch-theologischen Fakultät der Universität Bern inne.

## Werdegang
Stalder wuchs zusammen mit vier jüngeren Geschwistern in Magden AG auf. Nach dem Besuch des Humanistischen Gymnasiums in Basel folgte von 1932 bis 1936 das Studium der christkatholischen Theologie in Bern. Von Bischof Adolf Küry wurde ihm 1936 die Diakonats- und 1937 die Priesterweihe gespendet. Seine Pfarrstelle war bis 1950 in Grenchen, danach bis 1962 in Bern. 1959 erfolgte bei Ernst Gaugler die Promovierung zum Dr. theol. mit einer Arbeit über Das Werk des Geistes in der Heiligung bei Paulus. Diese Dissertation wurde 1962 in Buchform veröffentlicht.
1960 trat Kurt Stalder die Nachfolge von Ernst Gaugler als Professor an der Universität Bern an. Der bernische Regierungsrat ernannte ihn 1960 zum ausserordentlichen und 1962 zum ordentlichen Ordinarius. Seine Professur versah er während 44 Semestern bis zu seiner Emeritierung 1982. Darüber hinaus wurde von ihm in den Jahren 1964–1966 und 1971–1976 das Amt des Dekans ausgeübt.
Kurt Stalder war seit 1938 mit Margareta Krams, der Tochter seines Vorgängers im Pfarramt in Bern, verheiratet. Ihnen wurden drei Töchter geboren: Verena (1942), Franziska (1946) und Maria Magdalena (1950).

## Theologisches Wirken
In der 1962 als Buch erschienenen Dissertation beschäftigte sich Stalder mit dem paulinischen Verständnis des Wirken des Geistes im Leben des in Christus neu zur Gemeinschaft mit Gott berufenen Menschen. In diesem Werk wurde auch erstmals seine Eigenheit deutlich, exegetische Untersuchungen durchgehend in übergreifenden systematischen Fragestellungen zu situieren. 
Kurt Stalder war von 1966 bis 1993 Co-Präsident der Christkatholisch - Römisch-Katholischen Dialogkommission (CRGK). Von dieser Kommission wurde er wiederum als Vertreter der CRGK in die Evangelisch/Römisch-Katholische Dialogkommission und die Orthodox/Römisch-Katholische Dialogkommission entsendet. Die Altkatholische Kirchen der Utrechter Union vertrat er von 1968 bis 1975 in der Kommission Glaube und Kirchenverfassung des Weltkirchenrates. 1974–1985 war er in die Arbeit der Anglikanisch - Altkatholischen Theologenkonferenz involviert. In der Christkatholischen Kirche selbst war er 1969–1981 zum Synodalrat berufen.
Für seine Verdienste in der schweizerischen Ökumene erhielt Kurt Stalder 1975 den Ehrendoktor der evangelisch-theologischen Fakultät der Universität Neuenburg, das zweite Ehrendoktorat wurde ihm 1993 von der christlich-theologischen Akademie in Warschau verliehen. Das Utrechter Metropolitankapitel zeichnete ihn 1983 mit der St. Maartensspennung aus, vom altkatholischen erzbischöflichen Seminar nahm er 1985 den Blaise-Pascal-Preis entgegen.
An den ökumenischen Diskussionen über das Papsttum hat sich Stalder ebenfalls beteiligt. In einem Aufsatz anlässlich des «Ökumenischen Wochenendes» 1974 in Zürich, zeichnet er die Vision des Petrusdienstes als eines «primus inter pares», eben nicht mit einer Entscheidungs-Machtbefugnis, sondern mit einer Dienst-Verpflichtung, wie es bereits die Utrechter Erklärung von 1889 darlegt.
In seinem Aufsatz «Ämter in der Kirche», in Vorbereitung auf die 104. Session der Nationalsynode 1977 entstanden, kommt einer der Kerngedanken seiner theologischen Überlegungen zum Ausdruck, dort heisst es unter anderem:

«So ist im Vollzug der apostolischen Sukzession die Laienschaft mitverantwortlich am apostolischen Amt beteiligt, wie umgekehrt das apostolische Amt mitverantwortlich dafür ist, dass die Laienschaft die Mündigkeit zu dem eigenständigen Überlegen und Entscheiden erhält, von dem oben die Rede ist. Apostolisches Amt und Laienschaft müssen Partner von gleicher Würde sein.»

Kurt Stalder thematisierte auch mehrmals das Spannungsverhältnis zwischen theologischer Wissenschaft und Lehramt der Kirche, in seiner Erörterung «Der ekklesiologische und kirchenrechtliche Gehalt der Utrechter Union der Altkatholischen Kirchen» nahm er unter anderem zu den vielschichtigen Verknüpfungen von Ekklesiologie, Kirchenrecht und Autorität - beziehungsweise deren Einbindung in altkatholische (christkatholische) theologische und rechtsphilosophische Standpunkte - Stellung.
Im Jahr 2000 hat die Internationale Altkatholische Bischofskonferenz ein neues Statut beschlossen, das die mehrfach novellierte Utrechter Konvention aus dem Jahr 1889 ablöste. Dieses seit 1. Januar 2001 gültige Statut der Utrechter Union ist deutlich vom Rechtsverständnis Kurt Stalders geprägt.
In seiner ganzen theologischen Schaffenszeit stösst Stalder immer wieder die Frage an: «Wie kann der Mensch in der Beziehung zu Gott frei sein?» Daraus entwickelte sich schliesslich: Die «doppelte Freiheit» Gottes und des Menschen. Auch im 21. Jahrhundert wird (postum) «seine» Theologie weiter erforscht und kommentiert, so etwa durch eine Studie, die 2011 in einer ökumenischen Schriftenreihe erschienen ist:

«Auch wenn Stalder das nirgends expliziert, lässt sich seine Argumentation also immer wieder als dialektischer Dreischritt rekonstruieren: Ausgangspunkt ist die Freiheit des Menschen im Verhältnis zur Freiheit Gottes wie auch im Verhältnis zur Freiheit anderer Menschen. Sodann folgt der Versuch, die  konkurrierenden Widersprüche, die sich daraus ergeben, zu überwinden und in Gegensätze zu überführen, die einander komplementär ergänzen.»

Eine umfassende Aufarbeitung von Stalders Leben und Denken als Exeget, als Geistlicher, als Katechet, als Prediger und als spiritueller Autor, welche Theologen er beeinflusste und von welchen Theologien er beeinflusst wurde – in seiner Anfangszeit etwa durch Karl Barth – steht auf Grund der Fülle des Materials noch aus.

## Werke
- Die Wirklichkeit Christi erfahren. Ekklesiologische Untersuchungen und ihre Bedeutung für die Existenz von Kirche heute. Benziger, Zürich/Köln 1984, ISBN 3-545-26192-1.
- Sprache und Erkenntnis der Wirklichkeit Gottes. Texte zu einigen wissenschaftstheoretischen und systematischen Voraussetzungen für die exegetische und homiletische Arbeit. Univ.-Verlag, Freiburg i. Üe. 2000, ISBN 3-7278-1241-9 (postum herausgegeben von Urs von Arx; enthält zusätzlich einen Kurzlebenslauf, ein Verzeichnis der kirchlichen und universitären Ämter und eine umfassende Bibliographie der Werke Stalders)
- Das Werk des Geistes in der Heiligung bei Paulus. Dissertation zur Erlangung der Doktorwürde der Christkatholische-Theologischen Fakultät der Universität Bern. EVZ-Verlag, Zürich 1962.